# Equipo ciclista

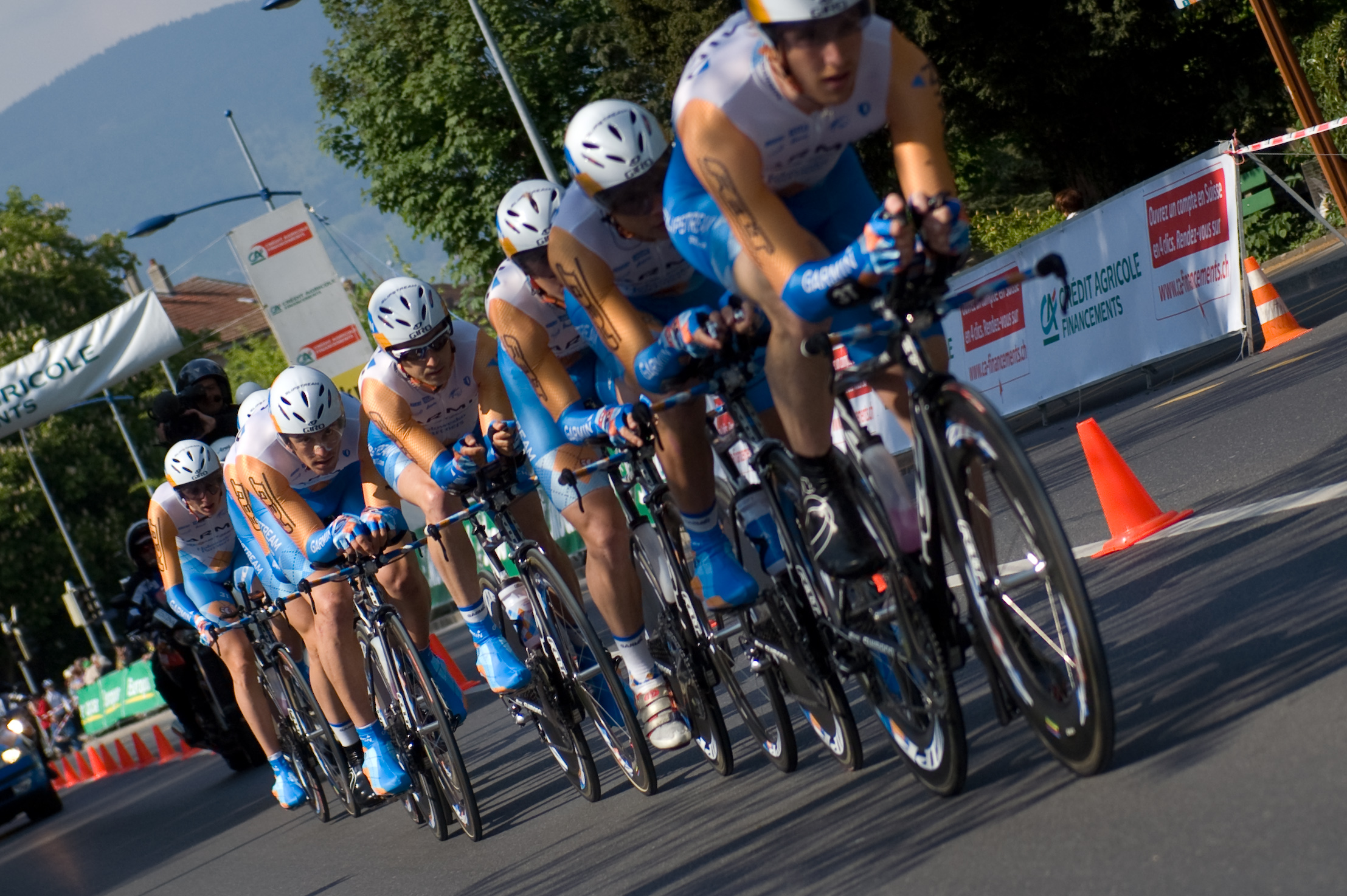
El equipo ciclista Garmin en una contrarreloj por equipos.

Un equipo ciclista es un grupo de ciclistas que se juntan o son contratados para competir en eventos de ciclismo, ya sean profesionales o amateur. Los equipos ciclistas son especialmente importantes en ciclismo en ruta y ciclismo en pista.

## Composición
Los equipos ciclistas de alto nivel tienen un personal especial encargado de cada situación en carrera o en los entrenamientos. 
- Primero, hay unos entrenadores que ayudan al equipo en los entrenamientos.
- Hay también un director general que supervisa los compromisos del equipo y el horario de la competición.
- El equipo tiene un director deportivo (o más, para equipos grandes) que viaja con el equipo y planea la estrategia del equipo durante las carreras .
- El equipo emplea médicos, masajistas y terapeutas también para cuidar el bienestar de los corredores y para cerciorarse que ellos son calificados para competir bajo varias regulaciones, tal como aquellas referentes al dopaje.
- Durante las carreras, hay personas que se dedican a preparar los alimentos, ropa etc. Además, cuentan con mecánicos que acondicionan las bicicletas o las reparan si sufren desperfectos.

Es habitual que alguno de los directores deportivos y entrenadores también hagan otras funciones como masajista o mecánico.

## Patrocinadores
Al ser el ciclismo un deporte que no recauda dinero mediante entradas, los equipos ciclistas profesionales obtienen el dinero para su presupuesto anual a través de patrocinadores. Por ejemplo un equipo UCI ProTeam necesita para cada temporada un presupuesto cercano a los 10 millones de euros o más. Un Profesional Continental el presupuesto puede rondar entre 3 y 6 millones. Cada equipo tiene varios patrocinadores, a veces pueden ser diez o quince los que aporten el dinero para el presupuesto. Para que la Unión Ciclista Internacional habilite a un equipo profesional a competir, ese dinero debe estar suficientemente respaldado con avales bancarios, previo a comenzar la temporada.
El nombre que toma el equipo se da (casi por norma general) en función del patrocinador que más dinero aporte. Por ejemplo la British Sky Broadcasting es la principal patrocinadora del Sky. Los equipos ciclistas solo pueden tener por reglamentación de la UCI un máximo de dos nombres comerciales (al principio el número de ellos era ilimitado, luego tres -dependiendo la categoría- hasta los dos actuales), en ese caso el equipo toma el nombre de los dos principales patrocinadores como el Cannondale-Garmin patrocinado por las empresas Cannondale Bicycle Corporation y Garmin; sin embargo, ocasionalmente para saltarse esa limitación se suelen utilizar más de dos patrocinadores uniendo dos de ellos en un mismo nombre tal es el caso del Burgos BH-Castilla y León. Para los equipos que solo utilizan un nombre comercial se obligó a que tengan un "añadido" para no confundirlo con la empresa, en este caso suele ser "Team" o "Procycling" -el Lointek femenino pasó a llamarse Lointek Team- aunque algunos como Cofidis utiliza un eslogan como "Le Crédit par Téléphone", "le Crédit en Ligne" y "Solutions Crédits". Cuando el nombre del patrocinador cambia, el nombre del equipo cambia también, llevando a veces a confusión de una temporada a otra. 
También se da el caso de que gobiernos de países apoyen sus propios equipos ciclistas, como son los casos del Astana Pro Team (equipo apoyado por el gobierno de Kazajistán y que toma el nombre de la capital del país, Astaná) y el Colombia.
Para que la existencia del equipo no dependa exclusivamente de los patrocinadores el equipo lo suele gestionar una sociedad que es la encargada de la búsqueda de patrocinadores, así por ejemplo la sociedad Abarca Sports es la que gestiona el equipo Movistar Team y sus anteriores denominaciones. Así los corredores tienen contrato con esa sociedad y no con el patrocinador.

## Tipos de equipos ciclistas
Los ciclistas se juntan o son contratados para competir en eventos de ciclismo, ya sean profesionales o amateur. Los equipos ciclistas son especialmente importantes en ciclismo en ruta y ciclismo en pista existiendo a nivel mundial miles de equipos ciclistas de todo tipo.
En principio fueron contratados individualmente pero tras la profesionalización de esta disciplina ciclista se hizo imprescindible una coordinación y tácticas comunes en carrera de cara a conseguir los objetivos.
Desde 1997 estos grupos fueron denominados oficialmente simplemente por GS1, GS2 o GS3. Donde la "GS" significaba Groupes sportifs. Agrupados dependiendo de su nivel deportivo lo que le daba acceso a unas u otras carreras.
Desde 2005 los mejores equipos profesionales se agrupan en el UCI ProTeam para competir en el UCI WorldTour que es una competición ciclista impulsada por la Unión Ciclista Internacional, en algunos aspectos sustitutiva de la antigua Copa del Mundo de Ciclismo. El resto se agrupa en Profesionales Continentales, que son un grupo intermedio ya que pueden participar en las pruebas UCI WorldTour mediante invitación; y los Continentales, que están en un escalafón más bajo teniendo una consideración de semi-profesionales. Todos los equipos pueden participar en las carreras de los Circuitos Continentales UCI pero dependiendo su categoría tienen acceso a unas u otras siendo en las del UCI Europe Tour donde existe una mayor limitación.